# Nurpasji Kulajev
Nurpasji Kulajev (også Nur-Pashi Kulayev russisk: Нурпаша Абуркашевич Кулаев tr. Nurpasja Aburkasjevitj Kulajev ; født 1980 i Engenoj, Tjetjenien) er en tjetjensk terrorist, den eneste overlevede gidseltager fra terrorangrebet i Beslan – hvor en skole i den sydrussiske republik Nordossetien blev angrebet den 1. september 2004 og omkring 1.300 civile børn og voksen taget gidsler. 334 døde, heriblandt 186 børn. 31 af Nurpasji Kulajevs medsammensvorne – inkl. hans bror Han-Pashi Kulajev – blev også dræbt. Nurpasji Kulajev var 24 år en arbejdsløs snedker ved angrebet.
Ifølge nogle reporter blev Nurpasji Kulajev involveret i terrorangrebet da han ville beskytte sin bror Han-Pashi der var en stærkt troende muslim og tidligere havde været involveret i den første og anden Tjetjenien krig og havde meldt sig til terroraktionen i Beslan.
På gidselstagningens tredjedag eksploderede situationen i et 10 timers langt skudkamp og blodbad. Nurpasji Kulajev prøvede at undslippe ved at gemme sig under en lastbil tilhørende politiets specialenhed OMON, og kun med nød og næppe undslap at blive lynchet af den ophidsede menneskemængde før han blev taget til fange af FSB OSNAZ specialenheder.

## Forhør og retssag
Klip af Nurpasji Kulajevs forhør har været vist på den russiske Kanal et. I disse udtaler han at terrorangrebets bagmand var den tjetjenske terroristleder Sjamil Basajev i samarbejde med Aslan Maskhadov. Basajev tog senere ansvar for angrebet mens Maskhadov allerede mens det stod på det kraftigste fordømte det. Nurpasji Kulajev påstod videre at han ikke selv skød nogle gidsler, at han kun skød op i luften og at "Polkovnik" havde dræbt tre af hans egne terrorister – inklusiv de to kvindelige selvmordsbombere, der var blevet detoneret ved fjernbetjening – efter at de havde kritiseret at målet for angrebet var en skole. Nurpasji Kulajev skulle angiveligt også selv havde været skudt, af hans bror Han-Pashi som var blevet beordret til drabet af "Polkovnik", men han nægtede.
Ifølge hans oplysninger var 10 af de 32 gidseltagere udlændinge og inkluderede en høj neger og en koreaner. Han identificerede liget af den korte, rødskæggede tjetjenske terrorist med tilnavnet "Polkovnik" (Oberst) som lederen. Senere russiske undersøgelser identificerede ham som den 32-årige Ruslan Tagirovich Khochubarov fra den ingusjiesiske landsby Galashki.
Nurpasji Kulajev fortalte videre at det endelig opgør kom efter at russiske snigskytter havde skudt to gidseltagere der bar på udløserne til flere af bomberne ophængt i gymnastiksalen.
Retssagen mod Nurpasji Kulajev begyndte i Nordossetiens hovedstad Vladikavkaz den 1. maj 2005. Anklagemyndighederne ledet af general Nikolaj Sjepel og Maria Semisynova krævede på vegne af 1.343 sagsøgere dødsstraf under anklager om "Banditvirksomhed", "Terrorisme", "Mord", "Forsøg på mord af sikkerhedsstyrker", "Gidseltagning", "Illegal besiddelse af våben, ammunition og bomber". Retten blev styret af dommer Tamerlan Aguzarov, Kulayev havde Umar Sikoyev og Albert Pliyev som forsvarer.
Han forsvarede sig ved at han havde fået fortalt målet ville være militære kontrolposter, og ikke vidste det egentlig mål var en skole. Angiveligt skulle han have talt for at angribe en lokal politistation i Beslan i stedet. Senere i retssagen påstod han at an var blevet tvunget til at deltage.
Flere overlevne gidsler vidnede under retssagen at Nurpasji Kulajev havde bevæget sig rundt i gymnastiksalen – hvor hovedparten af gidslerne opholdte sig – og råbt forbandelser mod og truet med at skyde gidsler med hans stormgevær, mens han på sin side påstod at han kun havde fået udleveret våbnet, da hans ledere ikke ville have våben ligge og flyde hvor gidslerne kunne få fingrene i dem.
Under retssagen første dag foruroligede hans lange hår flere af de tidligere gidsler, så han blev barberet skaldet til næste dag. Retssagen sluttede den 16. februar 2006 hvor han blev dømt skyldig i alle anklager, mens selv domsudmålingen faldt den 26. maj 2006. Dommen lød på livsvarigt fængsel. Dommeren afslog anklagernes krav om dødsstraf da Rusland har haft moratorium på eksekvering af dødsstraf siden Boris Jeltsin i 1996 lavede en aftale med Europarådet. Om end dommerne med strafudmålingen udtalte at Nurpasji Kulajev havde fortjent dødsstraf, men at retten måtte følge moratoriet. En undersøgelse i forbindelse med retssagen, viste at et stort flertal af russere ville foretrække en genindførelse af dødsstraf.
En appel til højere retsinstans blev afslået og hans livstidsdom blev stadfæstet.

## Fængsel
Nurpasji Kulajev blev indsat i et høj sikkerhedsfængsl ved navn Fængsel nummer OE 256/5, beliggende på en lille isoleret ø (Ognenny Ostrov) i Vologda regionen omkring 400 km. nord for Moskva. Han er muligvis blevet udstyret med et nyt navn for at beskytte ham mod hævn fra medindsatte – om end myndighederne i Vologda nægter at kommentere sagen.